# Arménie au Concours Eurovision de la chanson 2015
L'Arménie a annoncé sa participation au Concours Eurovision de la chanson 2015 à Vienne, en Autriche le 14 septembre 2014. Le pays est représenté par le groupe Genealogy et leur chanson Face the Shadow, sélectionnés en interne par le diffuseur arménien AMPTV.

## Sélection
Le groupe qui représentera l'Arménie au 2015 a été présenté le 11 février 2015. Le concept original d'ARMTV cette année-là consistait en la réunion de six artistes d'origine arménienne, venus du monde entier : cinq des différents continents (représentant symboliquement les pétales de la fleur de myosotis), et un venu de l'Arménie elle-même (qui serait, dans cette symbolique, le cœur de la fleur). Ceci a pour but de mettre en valeur la dispersion des Arméniens lors du génocide de 1915, qui est le thème principal de la chanson Face The Shadow (« Faites face à l'ombre »), qui a été présentée le 12 mars 2015.
De plus, l'occasion de réunir des artistes de la diaspora arménienne du monde se trouve en parfait accord avec le slogan de l'Eurovision 2015 Building Bridges (Construire des ponts).
Les six membres du groupe sont Essaï Altounian (représentant l'Europe), Tamar Kaprelian (représentant l'Amérique), Vahe Tilbian (représentant l'Afrique), Stephanie Topalian (représentant l'Asie), Mary-Jean O’Doherty Vasmatzian (représentant l'Océanie) et Inga Arshakyan (représentant l'Arménie).

## À l'Eurovision
L'Arménie a participé à la première demi-finale. Elle y termine en 7e position avec 77 points, ce qui lui permet de se qualifier pour la finale. Là, elle termine 16e avec un total de 34 points.